# 佔領立法會 (紀錄片)
《佔領立法會》（英語：Taking back the Legislature）是約46分鐘的香港紀錄片，紀錄於2019年7月1日在香港首次發生的「立法會被佔領」事件，是紀錄片《理大圍城》的姊妹作。2020年獲第57屆台灣金馬獎「最佳紀錄片」提名。2021年5月6日，本片與《理大圍城》一起獲得第12屆台灣國際紀錄片影展華人紀錄片獎。

## 製作人員
這紀錄片由多位紀錄片工作者拍攝完成，因防範政權報復，他們只匿名為「香港紀錄片工作者」（Hong Kong Docmentary Filmmakers）。為免家人擔心，他們甚至不會告知家人，並準備一旦獲獎，亦只會請發行商「影意志」代為領奬及發表感謝辭。

## 內容
紀錄片以時間為序推進，紀錄了2019年7月1日在香港首次發生的「佔領立法會」事件。紀錄片製作人員貼身拍攝前線參與者，以臨場視角呈現參與者在整個行動中的人性反應，紀錄了示威者由討論、行動、撤離至清場的整個過程中的心情起伏，包括成功衝入立法會後的激情，及短暫佔據後不得不撤退時的無奈。最後以警方清場，多次於龍匯道及龍和道施放催淚彈，其後接管立法會綜合大樓作總結。

## 事件
2020年1月10日至22日，第十三屆香港獨立電影節舉行，《佔領立法會》及《理大圍城》在電影節中首映。
2020年7月，《港區國安法》通過之後，《佔領立法會》及《理大圍城》等紀錄片在香港上映時遭受到電檢局的刁難。《佔領立法會》及《理大圍城》原定於2020年9月21日及22日的晚上7時45分在香港藝術中心古天樂電影院上映，電檢處先要求在紀錄片前加上「根據現行法例可能會構成刑事罪行」及「部分內容或評論亦可能未獲證實或有誤導成份」等警告字句。在9月21日上影前兩小時，發行商影意志影院才收到電檢處發出的證明書。
《佔領立法會》入圍台灣第57屆金馬獎最佳紀錄片，最後未能獲獎。
2020年10月17日、18日、21日、22日、24日，11月3日、4日，《佔領立法會》及《理大圍城》在香港藝術中心古天樂電影院上映，共9場次（10月17日及18日每日兩場，其他每日一場）。門票在10月14日開始發售，開賣不足兩小時，全部9場的約700張門票已全部售罄，不少網民更要求發行商加場。

## 獎項及提名
本片在于2020年11月颁发的第57届金馬獎入围最佳紀錄片奖项。
| 類別   | 頒獎日期       | 獎項       | 名字       | 結果 | 參考   |
| ------ | -------------- | ---------- | ---------- | ---- | ------ |
| 金馬獎 | 2020年11月21日 | 最佳紀錄片 | 佔領立法會 | 提名 | [ 10 ] |